# Seututie 504
Pour les articles homonymes, voir Route 504.
La route régionale 504 (finnois : Seututie 504) est une route régionale allant de Kuusjärvi à Outokumpu jusqu'à Koli à Lieksa en Finlande,,.

## Présentation
La seututie 504 est une route régionale de Carélie du Nord.

## Parcours
- Kuusjärvi
- Outokumpu
- Viitajoki
- Porola
- Perttilahti
- Horsmanaho
- Kylylahti
- Polvijärvi
- Räisky
- Vihtapuro
- Kansalanalavi
- Martonvaara
- Sirnihtä
- Kolinportti
- Ahmovaara
- Koli
- Loma-Koli